# Missa brevis
Missa brevis (mv. missae breves) is Latijn voor "korte mis". De twee belangrijkste redenen waarom een miscompositie kort wordt genoemd zijn:
1. De mis bevat een zetting van de vijf gewone delen van het misordinarium (Kyrie, Gloria, Credo, Sanctus met Benedictus, en Agnus Dei), maar heeft een relatief korte uitvoeringstijd, dit is bijvoorbeeld het geval voor Mozarts missae breves;
2. Eén of meerdere delen van het ordinarium werden niet getoonzet, zoals vele missen uit de Duitse barok die enkel een Kyrie en een Gloria bevatten.

## Volledige missen met een korte uitvoeringstijd
Een mis die alle delen van het ordinarium bevat heet in het Latijn missa tota (volledige mis). Van in de tijd van de polyfonie werden volledige missen die een relatief korte uitvoeringstijd hadden missa brevis genoemd, bijvoorbeeld Gaspar van Weerbekes Missa brevis.
In de tijd van de Weense klassiek, zoals bij Haydn en Mozart, werd de uitvoeringstijd van volledige missen bijvoorbeeld ingekort door tegelijkertijd verschillende delen van een tekst door verschillende stemmen te laten zingen, met name in de twee misdelen met de langste tekst, het Credo en het Gloria. De tekst wordt in die delen 'ineen geschoven': de verschillende tekstdelen worden door verschillende delen van het koor tegelijkertijd gezongen.
Een mis met een uitgesponnen uitvoeringstijd werd in die tijd missa longa (lange mis) genoemd, wat letterlijk het tegenovergestelde van een missa brevis. Doorgaans hadden missae breves in die tijd ook een eenvoudige bezetting (bijvoorbeeld geen trompetten), en in die zin werd een missa brevis doorgaans ook ervaren als het tegenovergestelde van een missa solemnis (plechtige mis), die wel een uitgebreid instrumentarium had. Nochtans schreef bijvoorbeeld Mozart in Salzburg ook enkele missen die als "brevis et solemnis" (kort en plechtig) bekendstaan omdat de aartsbisschop van die stad, Hieronymus von Colloredo vond dat zelfs de meest plechtige missen kort moesten zijn.

## Missen waaruit delen van het ordinarium weggelaten zijn
De Katholieke eredienst kent verschillende soorten missen waaruit delen van het ordinarium weggelaten zijn, bijvoorbeeld werd in de vastentijd geen Gloria gezongen, zodat een mis voor de vastentijd (missa in tempore quadragesimae) synoniem was voor een mis zonder Gloria. Soms werd geen Credo gezongen, wat in het Italiaans aangeduid werd met missa senza credo (mis zonder Credo). De generieke naam voor alle soorten missen die door weglating van tekst ingekort worden is eveneens missa brevis.
Missen die enkel uit een Kyrie en een Gloria bestonden kregen in het Duitsland van de barokperiode een bijzondere betekenis: het was een miscompositie die zonder ideologische tegenstellingen zowel in protestantse als katholieke misvieringen kon opgevoerd worden. Zo schreef Bach, zelf een overtuigd protestant, toen de katholieke August III van Polen in 1733 als keurvorst aan de macht kwam in Dresden zulke Kyrie-Gloria-mis en stuurde ze op naar het hof in die stad, met de vraag of hij kon aangesteld worden als hofcomponist (wat inderdaad enkele jaren later gebeurde). Ook Buxtehude, Telemann en Zelenka schreven zulke Kyrie-Gloria-missen. Voorbeelden uit het exclusief katholieke Italië zijn er van Pergolesi, en in de volgende eeuw van Rossini. Bij vele van deze Kyrie-Gloria-missen wordt geen rem gezet op uitvoeringstijd en bezetting: zowel bij Bach als Rossini worden de delen opgesplitst in bewegingen waarin koor, vokale solisten, en instrumentisten ruimschoots aan bod komen, met een uitvoeringstijd die die van een missa tota kan overschrijden.
In de negentiende eeuw zijn er vele voorbeelden van missen die één of meerdere delen van het ordinarium niet hebben en om die reden missa brevis genoemd worden: Gounod en Delibes schreven zulke missen (in Frankrijk Messe brève genoemd), en in Duitsland waren er composities van Bruckner en Brahms (Missa canonica). Een mis die bij het componeren onvoltooid was gebleven (of waarvan een gecomponeerd deel verloren ging) konden als missa brevis gerecupereerd worden zoals deze laatste voorbeelden aantonen. Sommige van deze missen hadden ook delen buiten het ordinarium, bijvoorbeeld een aantal van de Franse Messes brèves bevatten een zetting van het O Salutaris Hostia.

## Twintigste eeuw en later
Vanaf de late negentiende eeuw is de lijn niet altijd duidelijk te trekken of een mis vooral "brevis" wordt genoemd omwille van de ingekorte tijd en beperking van het uitvoeringsapparaat of omwille van schrapping van een deel van de tekst. Bij Gounod was dat al het geval, bijvoorbeeld schrapt hij in enkele van zijn Messes brèves enkel het Benedictus, maar voegt een O Salutaris Hostia toe, terwijl de uitvoeringstijd kort en de instrumentatie al dan niet eenvoudig blijft in vergelijking met zijn meer plechtige missen. Gabriel Faurés Messe basse is een herwerking van een miscompositie waarbij het vroegere Gloria verdwijnt en deels omgezet wordt in een tot dan toe ontbrekend Benedictus.
Benjamin Britten en Leonard Bernstein schreven elk een Missa Brevis zonder Credo voor een eenvoudige bezetting, in Brittens compositie voor driestemmig koor en orgel, en bij Bernstein volledig a capella. Arvo Pärts Missa brevis uit 2009-2010 is voor een bezetting van acht cello's en bevat de delen Kyrie, Sanctus en Agnus Dei.